# Дербужье
Дербу́жье (карел. Derbuški) — деревня в Спировском муниципальном округе Тверской области. Входила в состав ныне упразднённого Краснознаменского сельского поселения.
Расположена в лесистой местности в 21 км к востоку от посёлка городского типа Спирово и в 70 км к северо-западу от Твери. Поблизости находится деревня Полюжье. В 1 км к югу от Дербужья протекает река Медведица (приток Волги).

## История
В 19-м веке, деревня входила в состав Никулинской волости Вышневолоцкого уезда Тверской губернии. В 1929 году вошла в Толмачевский район Тверского округа Московской области и образовала Дербужинский сельсовет. 9 июля 1937 года, Дербужье, вместе с Новокарельским районом (бывший Толмачевский), вошла в Карельский национальный округ и состояла в нём до упразднения округа в 1939 году. 4 июля 1956 года, после упразднения Новокарельского района, деревня вошла в Спировский район.

## Население
| 2010 |
| ---- |
| 62   |

Население по переписи 2010 года — 28 мужчин, 34 женщины.